# Kungälvs högre allmänna läroverk
Kungälvs högre allmänna läroverk var ett läroverk i Kungälv verksamt från 1936 till 1968.

## Historia
Den privata Kungälvs samskola startade 1905. Den ombildades från 1934 till en högre folkskola. Denna ombildades 1 januari 1936 till en kommunal mellanskola som sedan från 1948 ombildades till en samrealskola, från 1951 med ett kommunalt gymnasium. 
Skolan ombildades 1956 till Kungälvs högre allmänna läroverk. Skolan kommunaliserades 1966 och gymnasiet övergick till Kongahällagymnasiet 1969. Kvarvarande högstadium bildade Thorildskolan. Studentexamen gavs från 1954 till 1968 och realexamen från 1949 till 1966.
År 1961 utspelades Sveriges första dödliga skolskjutning på läroverket, där en elev dödades och flera sårades.
Fram till den 1 juli 1893 fanns det en pedagogi, Kungälvs pedagogi i staden.